# Выборы в Новгородскую областную думу (2011)
Выборы в  Новгородскую областную Думу пятого созыва прошли 4 декабря 2011 года.

## Избирательная система
26 депутатов избираются по смешанной системе : 13 депутатов - по партийным спискам, 13 депутатов - по одномандатным округам.
Избирательный барьер для партий составляет 5%.

## Участники выборов
| партия              | лидеры списка                                                                                |
| ------------------- | -------------------------------------------------------------------------------------------- |
| Единая Россия       | Елена Писарева - Владимир Гавриков - Алла Хорошевская - Алексей Костюков - Дмитрий Кривицкий |
| КПРФ                | Валерий Гайдым - Ольга Ефимова - Вячеслав Степанов - Александр Ходосов - Константин Иванов   |
| ЛДПР                | Владимир Жириновский - Виталий Кириллов                                                      |
| Справедливая Россия | Алексей Афанасьев                                                                            |

## Результаты выборов
| партия              | число голосов | доля голосов, % | мандатов по списку | мандатов по округам | всего мандатов |
| ------------------- | ------------- | --------------- | ------------------ | ------------------- | -------------- |
| Единая Россия       | 109 378       | 36,98           | 5                  | 10                  | 15             |
| Справедливая Россия | 80 394        | 27,18           | 4                  | 2                   | 6              |
| КПРФ                | 62 599        | 21,16           | 3                  | 1                   | 4              |
| ЛДПР                | 36 428        | 12,31           | 1                  | 0                   | 1              |

### Результаты выборов по одномандатным округам
| округ      | избранный депутат    | субъект выдвижения  |
| ---------- | -------------------- | ------------------- |
| Округ № 1  | Владимир Чистяков    | Единая Россия       |
| Округ № 2  | Анатолий Бойцев      | Единая Россия       |
| Округ № 3  | Виктор Вебер         | Единая Россия       |
| Округ № 4  | Павел Гальченко      | Единая Россия       |
| Округ № 5  | Анатолий Федотов     | Единая Россия       |
| Округ № 6  | Дмитрий Игнатов      | Справедливая Россия |
| Округ № 7  | Леонид Дорошев       | КПРФ                |
| Округ № 8  | Александр Кашицын    | Справедливая Россия |
| Округ № 9  | Владимир Королёв     | Единая Россия       |
| Округ № 10 | Анна Козина          | Единая Россия       |
| Округ № 11 | Юрий Зернов          | Единая Россия       |
| Округ № 12 | Владимир Можжерин    | Единая Россия       |
| Округ № 13 | Станислав Садальский | Единая Россия       |